# Arreio

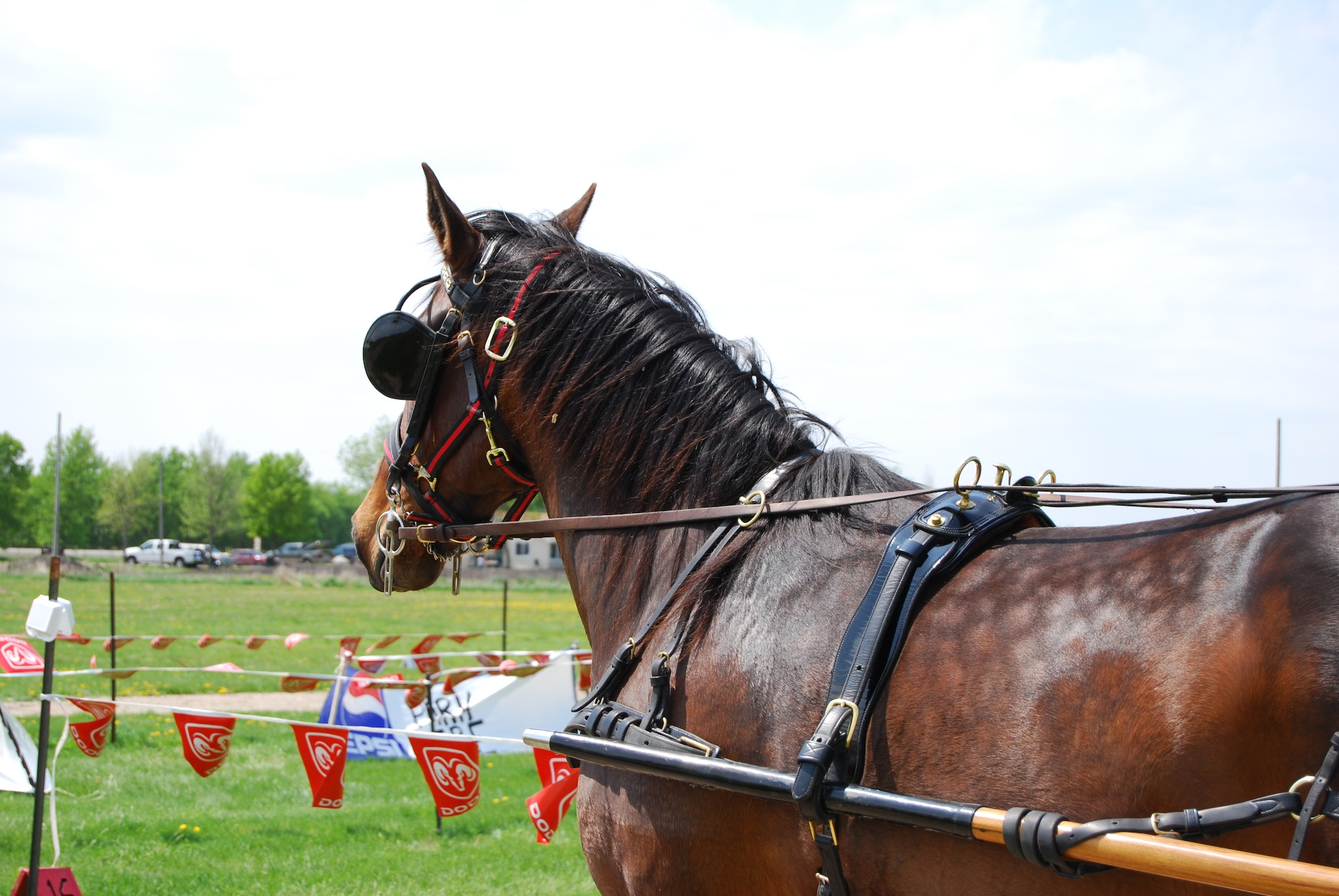
Detalhe de um arreio.

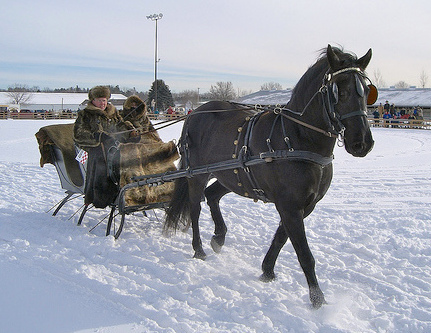
Arreio para tração.

Arreio, ou arnês, é a designação de toda a estrutura que se veste em um cavalo para permitir uma cavalgada, um hipismo ou utilizar o cavalo para tração animal.
O conjunto que forma o arreio é constituído da sela, estribo, antolhos, suador, bridão, pelego, cabresto, rédeas, armação, cabeçada,embocadura e a manta (e opcionalmente, a chebraica).